# 대니얼 매기
대니얼 매기(Daniel Maggie, 1968년 4월 9일 ~ )는 미국의 야구 선수이자, 전 KBO 리그 롯데 자이언츠, SK 와이번스의 외국인 선수이며 2002년 7월 20일 SK와 롯데 간의 3:2 트레이드에 포함되어 SK 유니폼을 입었는데 그 당시 SK는 2002년 2월 오키나와 전지훈련 도중 무릎을 다쳐 퇴출된 카스텔라노 대신 들어온 러핀이 시즌 전 마무리로 낙점됐지만  고작 1승을 올리는 데 그쳐 시즌 도중 퇴출당했고 이 탓인지 시즌 전 선발로 낙점된 조규제가 마무리 투수로 보직을 변경했으나  본인(매기)의 트레이드 상대 중 하나이자 선발요원으로 활약하던 에르난데스가 전년도 210이닝을 던진 탓인지 5월 9일 대구 삼성전에서 오른팔 통증을 호소하여 1회 첫 타자만 상대한 후  강판당해 시즌을 마감하여 6월 초부터 선발로 복귀했으나 같은 달 19일 LG전 선발 등판한 뒤 허벅지 근육통을 호소해 2군으로 내려갔다가  7월 7일 두산 더블헤더 1차전을 통해 복귀(선발)했지만 5이닝을 채우지 못한 채 강판된  조규제의 대체 요원으로 영입했으며  조규제는 2002년 8경기 선발등판에서 1승을 거두는 데 그쳤다.
하지만, SK 이적 후 위력이 갈수록 떨어져 6승 9패(롯데 - 4승 5패 SK - 2승 4패)에 그쳤고  결국 2002년을 마지막으로 한국을 떠나야 했다.
한편, 롯데 좌완 에이스 주형광이 2000년 시즌 후 일본으로 건너갈 것을 데뷔하여  기론 대신 왼손투수 보강을 위해 롯데 측이 본인(매기)과 계약하는 것을 검토했으나 주형광의 일본행이 무산되자 기론과 재계약했는데 데뷔 첫 해부터 2년 동안 전천후로 굴려진 탓인지 2001년 구위가 예전보다 많이 떨어졌던 데다 무리하게 구속을 끌어올리려다가 팔꿈치 부상을 당하여 시즌 도중 퇴출됐다.
아울러, 롯데는 본인(매기)을 2002년 시즌 도중 SK로 트레이드시킨 뒤 같은 해 말 198CM의 장신 외국인 좌완투수 앨런 뉴먼을 영입할 예정이었으나 이런저런 사정 때문에 불발됐다.